# Genowefa Patla
Genowefa Patla z domu Olejarz (ur. 17 października 1962 w Jeżowem) – polska lekkoatletka, oszczepniczka.

## Najważniejsze osiągnięcia
- Mistrzostwa Europy w 1986: 5. miejsce (63,34)
- Puchar Europy:
  - 3. miejsce 1983 (63,12)
- Puchar Europy I liga:
  - 1. miejsce 1994 (61,60)
  - 1. miejsce 2000 (60,88)

Olimpijka z Barcelony (1992). 14-krotna mistrzyni Polski (1982-2000), 5-krotna rekordzistka Polski oszczepem starego i nowego typu. Rekordy życiowe: stary typ - 65,96 (1991), nowy typ - 61,50 (2000).
Z sukcesami startuje w zawodach weteranów (złote medale imprez mistrzowskich w różnych konkurencjach, rekord świata w rzucie oszczepem w kategorii +50 lat – 45,27).
Trenerka młodych sportowców w Akademickim Klubie Lekkoatletycznym Ursynów.